# All I Need (singel av Joakim Lundell)
"All I Need" är en musiksingel som producerats av Joakim Lundell och framförs av systerduon Arrhult. Singeln blev senare även en del av musikalbumet Feelings.
Låten handlar om Lundells egna känslor för hur svårt det var att nå fram till hustrun Jonna Lundell medan hon led av hypotyreos där ett av symptomen var kraftfulla utbrott som hon själv inte kunde rå för och dagen efter ofta även hade minnesluckor från, något som paret även förklarat på sin gemensamma YouTube-kanal innan låten släpptes.

## Musikvideo
Dagen efter att singeln släppts så släpptes även en musikvideo till den, som Joakim Lundell producerat tillsammans med sitt YouTube-team.

## Listplaceringar
| Lista (2017) | Placering |
| ------------ | --------- |
| Sverige      | 1         |